# Краснополье (Сосновоборский район)
Краснополье — упразднённая деревня в Сосновоборском районе Пензенской области России. На момент упразднения входила в состав Вязовского сельсовета. Упразднена в 2009 году.

## География
Деревня располагалась на правом берегу реки Ега (Сыромяс), на расстоянии примерно в 7 километров по прямой к юго-западу от села Маркино.

## История
Основана в 1920-е годы.

## Население
| 1930 | 1939 | 1959 | 1979 | 1989 | 1996 | 2002 |
| ---- | ---- | ---- | ---- | ---- | ---- | ---- |
| 156  | ↗649 | ↘147 | ↘78  | ↘9   | ↘2   | ↗3   |

### Национальный состав
Согласно результатам переписи 2002 года, в национальной структуре населения мордва составляла 100 %.